# National Unity Party (Philippinen)
Die National Unity Party (englisch für Filipino: Partido ng Pambansang Pagkakaisa), oder abgekürzt NUP, ist eine politische Partei auf den Philippinen.
Die Partei wurde am 4. Februar 2011 von ehemaligen Mitgliedern der Lakas um Roberto Puno gegründet, die sich nach inneren Unstimmigkeiten abspalteten. Die Partei ist Teil der von der Partido Liberal geführten Koalition im Repräsentantenhaus, wo die National Unity Party als Einzelpartei 24 von 292 Sitzen innehat. Zudem stellt sie 8 der 80 Provinzgouverneure, 5 der 80 Vizegouverneure und 73 der insgesamt 926 Mitglieder in den Provinzdirektorien.
Die National Unity Party wurde von der Wahlkommission am 5. Oktober 2011 als nationale Partei akkreditiert. Hauptsitz ist das NLIC-Gebäude in der Avenue Ayala in der Stadt Makati. Die Parteifarbe ist grün.
Am 26. September 2012 hielt die NUP ihren ersten Parteitag ab und drückte ihre Unterstützung für das Team PNoy bei den allgemeinen Wahlen 2013 aus. Allerdings unterstützen die meisten Mitglieder der NUP, einschließlich des Parteivorsitzenden Albert Garcia, die United Nationalist Alliance (UNA).